# Life Is Simple Not Easy
Life Is Simple Not Easy er det eneste udgivne album fra den danske sanger og sangskriver Søren Bregendal. Albummet blev udgivet i 2007. Ved opløsningen af boybandet C21 i 2006, valgte Bregendal at forfølge en solokarriere, albummet markerer også hans eneste album eftersom han stoppede sin solokarriere i 2012. Hverken singlen "Take the Fall" eller "Summer Sun" nåede ind på hitlisterne, albummet modtog to stjerner i musikmagasinet GAFFA. Albummet nåede ikke en placering på den danske hitliste, men indtog placeringer i Sydkorea og i Thailand.

## Spor
1. "Take The Fall"
2. "Believe"
3. "Untold"
4. "Someday Somehow"
5. "Breakaway"
6. "Electric Eyes"
7. "When You Were Mine"
8. "Every Breath I Take"
9. "Broken Vow"
10. "You Don't Have To Say A Word"
11. "Summer Sun"
12. "Endlessly"

## Hitlister
| Hitlisterne fra 2007 | Højeste placering |
| -------------------- | ----------------- |
| Sydkorea             | 59                |
| Thailand             | 18                |